# Centre d'archive Actif Distribué au Laboratoire National d'Oak Ridge
 (février 2021).
L'ORNL DAAC (Centre d'archive Actif Distribué au Laboratoire National d'Oak Ridge) pour la dynamique biogéochimie, est une administration nationale de l' aéronautique et de l'espace (NASA) d' observation de la Terre Système système de données et d' information (EOSDIS) centre de données géré par la Science de la Terre Système de données et de l' information (ESDIS) Projet. Fondé en 1993, l'ORNL DAAC est exploité par le Laboratoire national d'Oak Ridge à Oak Ridge, Tennessee, en vertu d'un accord inter-institutions entre la NASA et le ministère de l'Énergie (DOE). Au sein de l'ORNL, l'ORNL DAAC fait partie du Groupe Télédétection et Informatique de l'Environnement de la Division des Sciences de l'Environnement (ESD)  et un contributeur à l'institue scientifique du changement de climat. (CCSI).
Les centres de données EOSDIS traitent, archivent et diffusent les données collectées lors des missions sur le terrain et par satellite du système d'observation de la Terre (EOS). Ils développent également des outils pour accéder aux données, fournir des services aux utilisateurs, promouvoir l'utilisation des données et collecter des mesures sur l'utilisation des données et la satisfaction des utilisateurs. L'ORNL DAAC se spécialise dans les données et informations relatives à la biogéochimie terrestre, à l'écologie et aux processus environnementaux, qui sont essentielles pour comprendre la dynamique des composants biologiques, géologiques et chimiques de la Terre.
Comme indiqué sur le site Web,
La mission de l'ORNL DAAC est d'assembler, de distribuer et de fournir des services de données pour une archive complète d'observations et de modèles de biogéochimie terrestre et de dynamique écologique pour faciliter la recherche, l'éducation et la prise de décision à l'appui des sciences de la Terre de la NASA.
L'ORNL DAAC est répertorié dans le registre des référentiels de données de recherche  et est un membre régulier de l' ISC World Data System .

## Voir également
- Centre d'archivage actif distribué
- Système d'observation de la Terre
- Laboratoire national d'Oak Ridge

## Les références
1. ↑  « NASA Earth Science Data and Information System (ESDIS) Project »
2. ↑  « Earthdata - About the ORNL DAAC »
3. ↑  « ORNL Environmental Sciences Division (ESD) »
4. ↑  « ORNL Climate Change Science Institute (CCSI) »
5. ↑  « NASA Earth Observing System Data and Information System (EOSDIS) Project »
6. ↑  « ORNL DAAC - About Us »
7. ↑  « Registry of Research Data Repositories - ORNL DAAC »
8. ↑  « World Data System - Regular Members »